# Gaos (kaijū)
Gaos è un kaijū, un mostro misterioso, antagonista della saga dei film di Gamera che ha debuttato nel 1967 nella pellicola, Gamera contro il mostro Gaos. Si tratta di una sorta di kaiju pipistrello fotofobico che si nutre di sangue. Nelle sue varie incarnazioni, il personaggio venne considerato come simbolo, sia dello sconfinamento urbano nelle campagne, che del pericolo dell'inquinamento atmosferico.
Durante la produzione di Gamera - Daikaijū kuchu kessen, i direttori della casa di produzione cinematografica, Daiei, insistettero sull'inclusione di Gaos nel film. Il regista Shūsuke Kaneko, sperando di girare un film più sofisticato rispetto alle pellicole precedenti nella serie, trasse ispirazione da Kong, uragano sulla metropoli nel conferire a Gaos e a Gamera un'origine comune. Kaneko intendeva rendere i Gaos più spaventosi della maggior parte dei mostri giapponesi mostrandoli, sia attivamente a caccia di esseri umani, che a lottare contro Gamera. Il regista però scartò l'idea del direttore degli effetti speciali, Shinji Higuchi, nell'aggiungere una scena di cannibalismo fra i Gaos, considerandola troppo cruenta. Higuchi inizialmente voleva raffigurare i Gaos solo con marionette, ma infine scelse l'attrice Yuhmi Kameyama, essendo dell'opinione che un fisico femminile era adatto a replicare le movenze del mostro.
Insoddisfatto dai movimenti troppo antropomorfi del Gaos di Gamera - Daikaijū kuchu kessen, Higuchi raffigurò i Gaos apparsi in Gamera 3 - Iris kakusei col computer-generated imagery. Nel concepire Iris, Higuchi prese ispirazione dalle forme e dai movimenti di diversi animali abissali, sperando di raffigurare una creatura avente la capacità di volare, diversa da Gamera e il Gaos normale. Intendeva anche creare un mostro con movimenti più fluidi di Gamera, in grado di atterrare con maggiore leggerezza.

## Biografia

### Era Shōwa
In Gamera contro il mostro Gaos, Gaos è un mostro preistorico risvegliato dal suo sonno millenario nel Fuji dalla costruzione d'un'autostrada. Durante il loro primo scontro, Gaos sconfigge Gamera, ma Gamera poi scopre che la luce del Sole è letale per il mostro nemico, per cui Gamera cerca di trattenere Gaos, che comunque riesce a fuggire dalla presa del mostro nemico, autoamputandosi una delle zampe con il suo raggio ultrasonico. Gaos viene in seguito attirato mediante uno stratagemma verso una vasca colma di sangue sintetico, in modo da trattenere il mostro fino al sorgere del Sole, ma Gaos riesce nuovamente a scappare finché, in un altro scontro con Gamera, non cadrà insieme alla tartaruga gigante nel cratere di un vulcano. In King Kong contro Godzilla, viene rivelato che vi sono altri esemplari sul pianeta Terax.

### Era Heisei
In Gamera - Daikaijū kuchu kessen, i Gaos sono raffigurati come creature geneticamente modificate dal popolo degli atlantidei, create per assorbire l'inquinamento. Quando però la loro capacità di autoriprodursi va fuori controllo, i Gaos iniziano ad attaccare i loro creatori, che a loro volta creano dei Gamera per fermarli. Gamera compie la sua missione troppo tardi per salvare Atlantide dalla distruzione e, nel 1995, l'effetto serra causa cambiamenti climatici favorevoli alla schiusa d'una covata di Gaos in una non meglio definita isola giapponese. I Gaos si divorano fra di loro, fino a che non ne rimangono tre, i quali iniziano ad attaccare e a cibarsi degli abitanti dei villaggi circostanti. I tre si dirigono verso Fukuoka, dove vengono intercettati da Gamera, che ne uccide uno. Ormai cresciuti, i Gaos seminano terrore nel Giappone rurale fino a che Gamera ne uccide un secondo, mentre l'ultimo si dirige verso Tokyo, costruendo un nido sulle rovine della Tokyo Tower. Gamera interviene, sterminando la covata del Gaos, prima di incenerirlo con una palla di fuoco.
In Gamera 3 - Iris kakusei, quattro anni dopo, l'esaurimento del mana terrestre, dovuta al suo assorbimento da parte di Gamera per potenziarsi contro Legion, l'esaurimento, si diceva, scatena una schiusura di massa di covate di Gaos sparse sul pianeta. Nel frattempo, la giovane Ayana Hirasaka scopre un talismano di oricalco ed un uovo nell'altare del demone Ryuseicho. La creatura che ne nasce viene nominata Iris dalla fanciulla, che forma un legame con la creatura attraverso il talismano, sperando che avrebbe potuto uccidere Gamera per vendicare i genitori uccisi nel 1995 durante la sua lotta contro Gaos. Rafforzato dall'odio della ragazza, Iris, al quale viene suggerito di essere una forma evoluta di Gaos, creato apposta per eliminare Gamera nel caso diventasse troppo potente, inizia ad assorbire gli esseri umani, crescendo fino ad ottenere le dimensioni di Gamera. Iris e Gamera si scontrano a Kyoto, dove l'ultimo riesce a sconfiggere Iris incenerendogli all'interno con un pugno infuocato. Una volta sconfitto Iris, Gamera si prepara per un ultimo scontro con i Gaos, che stanno dirigendosi verso di lui, in un enorme stormo.

### Era Millennium
I Gaos appaiono brevemente nel 1973, nel prologo del film, Chiisaki yūsha-tachi ~Gamera~, dove vengono distrutti da Gamera in un attacco kamikaze.

## Filmografia
- Gamera contro il mostro Gaos (Daikaiju Kuchusen: Gamera tai Gyaos, 1967) di Noriaki Yuasa
- King Kong contro Godzilla (Gamera tai Daikuju Giron, 1969) di Noriaki Yuasa
- Uchu kaijû Gamera (1980) di Noriaki Yuasa. [inedito in italia]
- Gamera - Daikaijū kuchu kessen (1995) di Shūsuke Kaneko [inedito in italia]
- Gamera 3 - Iris kakusei (1999) di Shūsuke Kaneko [inedito in italia]
- Chiisaki yūsha-tachi ~Gamera~ (2006) di Ryūta Tazaki [inedito in italia]